# Золото (геральдика)
Зо́лото (лат. aureus, давньофр. or) — тинктура у геральдиці. Належить до класу геральдичних металів. У кольоровій графіці позначається золотим або жовтим кольорами. Виражає ідею цих кольорів, а не їхні конкретні відтінки. У монохромній графіці передається двома способами: чорними крапками у штрихуванні, або скороченнями o. чи or. Символізує верховенство, великодушність, шляхетність, багатство, справедливість, велич, повагу. Небесне тіло, ототожнюване з тинктурою, — Сонце, камінь — топаз.

## Особливості
У гербах принців виражається терміном «soleil», у гербах перів — «topaz», в усіх інших — «or».
У гербах використовувалося власне золото або інший жовтий метал, а також «золота» або жовта фарба. Якщо бажали підкреслити, що гербова фігура «жива», то при блазонуванні особливо обумовлювали, що застосовується «жовтий» як самостійний колір.

## Символіка кольору
Золото у геральдиці традиційно символізує багатство, справедливість, верховенство, велич, повагу, пишність, силу, вірність, чистоту, постійність, могутність, знатність, віру, милосердя, упокорювання.
У середньовічній астрономії золоту відповідало Сонце, в алхімії — топаз.

### Галерея

Пюї-де-Дом
Камподоро
Медічі